# Djordje Mihailovic
Djordje Mihailovic, né le 10 novembre 1998 à Jacksonville aux États-Unis, est un joueur international américain de soccer. Il joue au poste de milieu offensif au Toronto FC.

## Biographie
Djordje Mihailovic est le fils d'Aleks Mihailovic, un footballeur serbe qui joue avec les Diplomats de Washington en NASL. Djordje débute le soccer avec le Blast de Chicago, le club de son père.

### En club
Il inscrit un but en Major League Soccer lors de l'année 2017, puis un autre but dans ce même championnat en 2018.
Après quatre saisons avec son club formateur du Fire de Chicago, il est échangé à l'Impact de Montréal le 17 décembre 2020 en contrepartie d'un montant d'allocation monétaire de 800 000 dollars, pouvant atteindre le million selon les performances du joueur en 2021.
Le 24 août 2022, le CF Montréal annonce que Mihailovic sera transféré à l'AZ Alkmaar le 1er janvier 2023,. Selon Tom Bogert du site officiel de la Major League Soccer, le transfert est estimé à six millions de dollars américains, ce qui représente un record pour la franchise québécoise tandis que le Fire de Chicago récupère 10% du montant du transfert comme négocié lors du passage du joueur à Montréal.
Après avoir conclu la saison montréalaise 2022 avec une élimination en demi-finale de conférence, Djordje Mihailovic rejoint donc les Pays-Bas et est titularisé avec sa nouvelle équipe dès le 7 janvier 2023 pour la réception du Vitesse Arnhem (1-1). À la fin du mois, il participe à la victoire des siens face aux Go Ahead Eagles en inscrivant son premier but, le deuxième de la rencontre (1-4). Par la suite, une blessure au mollet lui fait manquer quelques rencontres au cours du mois de février 2023.

### En équipe nationale
Avec l'équipe des États-Unis des moins de 19 ans, il inscrit trois buts en six rencontres.
Il reçoit sa première sélection en équipe nationale A le 28 janvier 2019, en amical contre le Panama (victoire 3-0). Il inscrit son premier but avec les A lors de ce match.
Le 1er mars 2021, il est retenu dans la pré-liste de trente-et-un joueurs pour le tournoi pré-olympique masculin de la CONCACAF 2020 avec les moins de 23 ans. Il est retenu dans la liste finale de vingt joueurs le 11 mars.

## Statistiques
| Saison                | Club                  | Championnat           | Championnat | Championnat | Coupe(s) nationale(s) | Coupe(s) nationale(s) | Compétition(s) continentale(s) | Compétition(s) continentale(s) | Compétition(s) continentale(s) | Séries | Séries | États-Unis | États-Unis | Total | Total |
| Saison                | Club                  | Division              | M.          | B.          | M.                    | B.                    | Comp.                          | M.                             | B.                             | M.     | B.     | M.         | B.         | M.    | B.    |
| 2017                  | Fire de Chicago       | MLS                   | 16          | 1           | 0                     | 0                     | -                              | -                              | -                              | 1      | 0      | -          | -          | 17    | 1     |
| 2018                  | Fire de Chicago       | MLS                   | 9           | 1           | 1                     | 0                     | -                              | -                              | -                              | -      | -      | -          | -          | 10    | 1     |
| 2019                  | Fire de Chicago       | MLS                   | 27          | 3           | 0                     | 0                     | -                              | -                              | -                              | -      | -      | 5          | 1          | 32    | 4     |
| 2020                  | Fire de Chicago       | MLS                   | 20          | 2           | 1                     | 0                     | -                              | -                              | -                              | -      | -      | 1          | 0          | 22    | 2     |
| Sous-total            | Sous-total            | Sous-total            | 72          | 7           | 2                     | 0                     | -                              | 0                              | 0                              | 1      | 0      | 6          | 1          | 81    | 8     |
| 2021                  | CF Montréal           | MLS                   | 34          | 4           | 1                     | 0                     | -                              | -                              | -                              | -      | -      | -          | -          | 35    | 4     |
| 2022                  | CF Montréal           | MLS                   | 20          | 7           | 0                     | 0                     | LCC                            | 4                              | 1                              | -      | -      | -          | -          | 24    | 8     |
| Sous-total            | Sous-total            | Sous-total            | 54          | 11          | 1                     | 0                     | -                              | 4                              | 1                              | -      | -      | -          | -          | 59    | 12    |
| 2022-2023             | AZ Alkmaar            | Eredivisie            | 15          | 1           | 1                     | 0                     | C4                             | 4                              | 0                              | -      | -      | 5          | 2          | 25    | 3     |
| Total sur la carrière | Total sur la carrière | Total sur la carrière | 141         | 19          | 4                     | 0                     | -                              | 8                              | 1                              | 1      | 0      | 11         | 3          | 165   | 23    |